# Tasselloafer

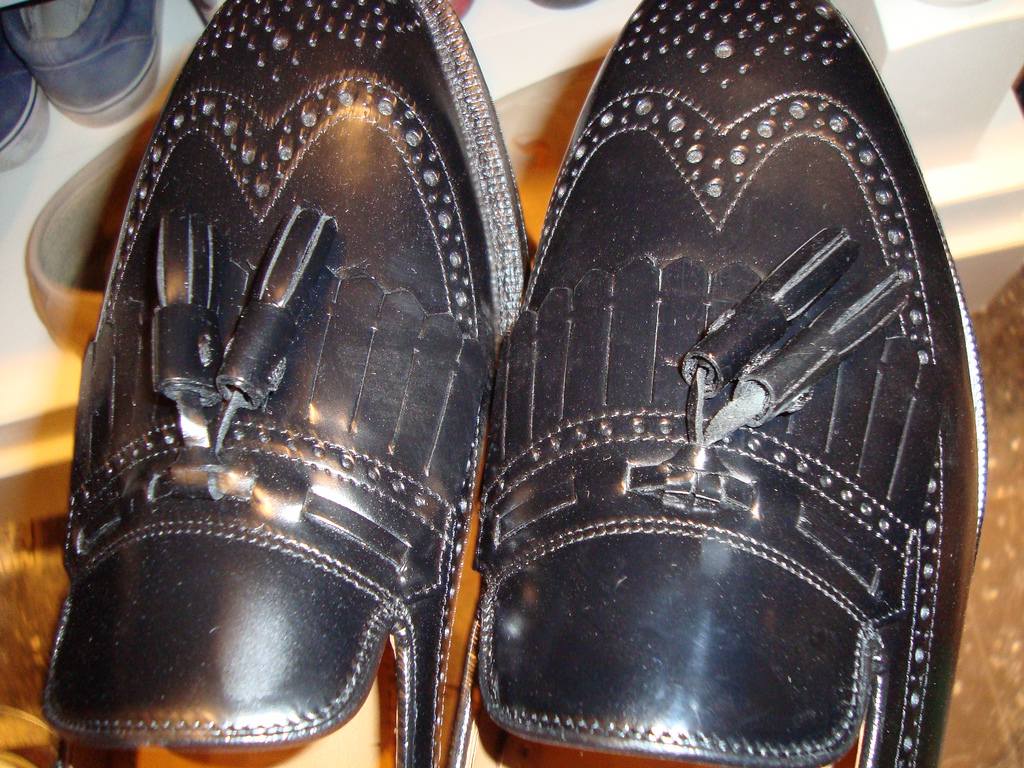
Tasselloafer mit Broguing.
Blick auf die namensgebenden Tasseln am Ende des sonst funktionslosen Schnürsenkels

Der Tasselloafer ist ein klassischer Halbschuh ohne Schnürung (Schlupfschuh oder englisch Loafer) für Herren.
Kennzeichen dieses in den 1950er-Jahren von dem amerikanischen Hersteller Alden vorgestellten Schuhmodells ist der auf dem Vorderblatt in Quasten (englisch tassel) auslaufende Zierschnürsenkel, der getunnelt um den Einschlupf des Schuhs herumreicht.